# 3589 Loyola
3589 Loyola este un asteroid din centura principală, descoperit pe 8 ianuarie 1984 de Joe Wagner.